# Редипуљија (Горица)
Редипуљија је насеље у Италији у округу Горица, региону Фурланија-Јулијска крајина.
Према процени из 2011. у насељу је живело 736 становника. Насеље се налази на надморској висини од 12 м.